# 中國—阿曼關係
中國—阿曼關係（阿拉伯语：‎）是指中國和阿曼之間的外交關係，兩國於1978年5月25日建交。兩國建交後關係發展相當順利。2018年5月25日建立战略伙伴关系。

## 歷史
佐法尔叛乱（阿曼内战）时期，中国曾支持叛军一方。1978年5月25日兩國建交。2008年4月北京奧運聖火傳遞至阿曼首都馬斯喀特，是整個火炬接力中唯一的阿拉伯國家。
2009年6月起，中国在索马里海域执行护航任务的海军护航编队多次在阿曼萨拉拉港实施综合补给、人员休整，阿曼提供了大力协助。

## 政治
中國全国政协主席贾庆林（2010年11月）、中共中央政治局委员、天津市委书记张高丽（2011年9月）、全国人大常委会副委员长韩启德（2012年2月）、全国人大副委员长艾力更·依明巴海（2016年3月）、国务委员王勇（2016年5月）、全国政协副主席陈晓光（2018年9月）、全国政协主席汪洋（2019年11月）、国务委员兼外长王毅（2021年3月）、国务委员兼国防部长魏凤和（2022年4月）先后访阿。
阿曼国家委员会副主席萨伊德（2010年5月）、国家委员会主席蒙泽里（2010年7月出席上海世博会阿曼国家馆日）、外交事务主管大臣阿拉维（2014年6月来华出席中阿合作论坛第六届部长级会议、2018年5月访华、2018年7月来华出席中阿合作论坛第八届部长级会议）、协商会议主席马瓦利（2016年5月）、外交大臣巴德尔（2022年1月）先后访华。
2021年3月29日，中国外交部长王毅在马斯喀特会见阿曼副首相法赫德、阿曼苏丹办公厅大臣苏尔坦。之后他同阿曼外交大臣巴德尔举行会谈，随后双方宣布就签署全面互免签证协定达成一致。会谈前双方共同见证签署中阿政府关于文化、新闻、卫生协定执行规划，并出席郑和纪念碑模型揭幕仪式。

## 經貿關係
2011年，雙邊貿易額為158.8亿美元，其中中國向阿曼出口9.9亿美元，阿曼向中國148.8亿美元其中，中國主要向阿曼出口机电产品、钢铁及其制品、高新技术产品、纺织品等；而阿曼則主要向中國出口原油。
2010年代，北京透過“一帶一路”在阿曼投下巨資開發了不少項目，在杜庫姆港（Duqm Port）購置了大量土地，投資杜庫姆特別經濟區的第一期工程，該經濟區將是中東最大的石油儲存設施所在地。中國聲稱是要建造煉油等設施，但也是為興建海軍基地做準備。

## 文化關係
1981年7月，为纪念公元6世纪连接阿曼北部城市苏哈尔和中国广州之间的“海上丝绸之路”，阿曼“苏哈尔号”仿古友谊船抵达广州。1995年12月，阿曼出资在广州建成“苏哈尔号”古船纪念碑。2000年12月，阿曼资助泉州海外交通史博物馆兴建伊斯兰阿拉伯文化陈列室。2009年10月，阿曼捐资修建泉州清净寺礼拜堂。2010年和2011年，中國残疾人艺术团连续两年前往阿曼演出，受到广泛欢迎。2005年，中國批准阿曼为中国公民出国旅游目的地国。

## 外部連結
- 中華人民共和國駐阿曼蘇丹國大使館官方網站（简体中文）（英文）（阿拉伯文）
  - 中華人民共和國駐阿曼蘇丹國大使館經濟商務處官方網站（简体中文）
- 阿曼駐華大使館官方網站（英文）（阿拉伯文）